# Bedřich ze Schaumburg-Lippe
Bedřich princ Schaumburg-Lippe (německy Friedrich Prinz zu Schaumburg-Lippe; 30. ledna 1868 zámek Ratibořice, Rakousko-Uhersko – 12. prosince 1945 Žakš (od 1945 Zakrze) u Kudowie Zdroju (český Chudoba, od 1945 Polsko)) byl český šlechtic z náchodské větve německého rodu Schaumburg-Lippe a poslední panský majitel zámků v Náchodě a Ratibořicích.

## Život
Narodil se roku 1868 jako druhorozený syn prince Viléma knížete ze Schaumburg-Lippe a jeho manželky princezny Bathildis Amalgunde z Anhaltu. V mládí byl spolu se sourozenci výchováván Jiřím Stanislavem Guthem-Jarkovským. Dne 3. září 1881 zemřel v Ratibořicích jeho starší bratr František Josef na tuberkulózu a Bedřich se tak stal dědicem majetku náchodské větve rodu. Po vzoru svého otce se vrhl na vojenskou dráhu. Velkou pozornost pak vzbudil jeho sňatek. Dne 5. května 1896 si v Kodani vzal za manželku dceru dánského korunního prince Frederika (pozdějšího dánského krále Fredericka VIII.) princeznu Louisu. Manželé se poté přestěhovali na náchodský zámek. Ačkoliv se princezna v Čechách necítila příliš dobře a často se vracela zpět do Dánska, narodily se manželům během tří let tři děti:
- 1. Marie Luisa Dagmar Bathilda Šarlota (10. února 1897 – 1. října 1938), ⚭ 1916 Fridrich Zikmund Pruský (17. prosince 1891 – 6. července 1927)
- 2. Christian (20. února 1898 – 13. července 1974), ⚭ 1937 Feodora Dánská (3. července 1910 – 17. března 1975)
- 3. Štěpánka Alexandra Hermína Thyra Xenie Bathilda Ingeborg (19. prosince 1899 – 2. května 1925), ⚭ 1921 Viktor Adolf z Bentheimu a Steinfurtu (18. července 1883 – 4. června 1961)

Zlom v jeho životě nastal 4. dubna 1906, kdy zemřel jeho otec, princ Vilém. Bedřich tak stanul v čele náchodské sekundogenitury. Jen několik hodin poté zemřela na zámku v Ratibořicích i jeho manželka princezna Louisa, přičemž okolnosti její smrti dodnes nebyly objasněny.
V květnu 1909 se Bedřich podruhé oženil s Antonii Annou Anhaltskou. Do jejich manželství se narodily dvě děti:
- 4. Leopold (21. února 1910 – 25. ledna 2006), ⚭ 1933 Helena Žofie z Ernbach-Schönbergu (8. dubna 1907 – 16. dubna 1979)
- 5. Vilém Fridrich Karel Adolf Leopold (24. srpna 1912 – 4. března 1938), svobodný a bezdětný

Po vzniku první republiky přišel v rámci pozemkové reformy o polovinu pozemků. V roce 1922 při vloupání do náchodského zámku byly odcizeny šperky v hodnotě 2 mil. Kčs. Přesto se dále snažil spravovat svůj majetek. V roce 1945 mu byl majetek coby Němci zabaven a 12. května byl na příkaz Vladimíra Clementise ze země vypovězen do Kladska. To i přesto, že nebyl členem nacistické strany a na pozvané akce v době protektorátu dorazil vždy demonstrativně oblečen ve staré rakouské uniformě generála c. a k. armády se získanými řády a vyznamenáními.
Dne 14. května 1945 byl se svou sestrou Alexandrou odvezen policejním vozem do Ratibořic a dne 27. května jej úřady následně odsunuly do Žakše v Českém koutku, který po válce připadl Polsku. Zde byl ubytován v hostinci a 12. prosince 1945 zde také zemřel (v naprosté chudobě). Zámečtí úředníci se následně postarali o převoz jeho ostatků do Náchoda. Pohřben byl v blízkosti zámku v rodové hrobce v pravé části starého vojenského hřbitova po boku první manželky dánské princezny Louisy.

## Vývod z předků
|                             |                                        |  |                                 |                                                 |  |  |  |  |  |  |  | Fridrich Arnošt Lippsko-Alverdissenský |
|                             |                                        |  |                                 |                                                 |  |  |  |  |  |  |  |                                        |
|                             | Filip II. ze Schaumburg-Lippe          |  |                                 |                                                 |  |  |  |  |  |  |  |                                        |
|                             |                                        |  |                                 |                                                 |  |  |  |  |  |  |  |                                        |
|                             |                                        |  |                                 | Alžběta Filipína Friesenhausenská               |  |  |  |  |  |  |  |                                        |
|                             |                                        |  |                                 |                                                 |  |  |  |  |  |  |  |                                        |
|                             | Jiří Vilém ze Schaumburg-Lippe         |  |                                 |                                                 |  |  |  |  |  |  |  |                                        |
|                             |                                        |  |                                 |                                                 |  |  |  |  |  |  |  |                                        |
|                             |                                        |  |                                 | Vilém Hesensko-Philippsthalský                  |  |  |  |  |  |  |  |                                        |
|                             |                                        |  |                                 |                                                 |  |  |  |  |  |  |  |                                        |
|                             | Juliana Hesensko-Philippsthalská       |  |                                 |                                                 |  |  |  |  |  |  |  |                                        |
|                             |                                        |  |                                 |                                                 |  |  |  |  |  |  |  |                                        |
|                             |                                        |  |                                 | Ulrika Eleonora Hesenská                        |  |  |  |  |  |  |  |                                        |
|                             |                                        |  |                                 |                                                 |  |  |  |  |  |  |  |                                        |
|                             | Vilém ze Schaumburg-Lippe              |  |                                 |                                                 |  |  |  |  |  |  |  |                                        |
|                             |                                        |  |                                 |                                                 |  |  |  |  |  |  |  |                                        |
|                             |                                        |  |                                 | Karel August Waldecko-Pyrmontský                |  |  |  |  |  |  |  |                                        |
|                             |                                        |  |                                 |                                                 |  |  |  |  |  |  |  |                                        |
|                             | Jiří I. Waldecko-Pyrmontský            |  |                                 |                                                 |  |  |  |  |  |  |  |                                        |
|                             |                                        |  |                                 |                                                 |  |  |  |  |  |  |  |                                        |
|                             |                                        |  |                                 | Kristýna Henrieta Falcko-Zweibrückenská         |  |  |  |  |  |  |  |                                        |
|                             |                                        |  |                                 |                                                 |  |  |  |  |  |  |  |                                        |
|                             | Ida Waldecko-Pyrmontská                |  |                                 |                                                 |  |  |  |  |  |  |  |                                        |
|                             |                                        |  |                                 |                                                 |  |  |  |  |  |  |  |                                        |
|                             |                                        |  |                                 | August II. Schwarzbursko-Sondershausenský       |  |  |  |  |  |  |  |                                        |
|                             |                                        |  |                                 |                                                 |  |  |  |  |  |  |  |                                        |
|                             | Augusta Schwarzbursko-Sondershausenská |  |                                 |                                                 |  |  |  |  |  |  |  |                                        |
|                             |                                        |  |                                 |                                                 |  |  |  |  |  |  |  |                                        |
|                             |                                        |  |                                 | Kristýna Alžběta Albertina Anhaltsko-Bernburská |  |  |  |  |  |  |  |                                        |
|                             |                                        |  |                                 |                                                 |  |  |  |  |  |  |  |                                        |
| Bedřich ze Schaumburg-Lippe |                                        |  |                                 |                                                 |  |  |  |  |  |  |  |                                        |
|                             |                                        |  |                                 |                                                 |  |  |  |  |  |  |  |                                        |
|                             |                                        |  | Leopold III. Anhaltsko-Desavský |                                                 |  |  |  |  |  |  |  |                                        |
|                             |                                        |  |                                 |                                                 |  |  |  |  |  |  |  |                                        |
|                             | Fridrich Anhaltsko-Desavský            |  |                                 |                                                 |  |  |  |  |  |  |  |                                        |
|                             |                                        |  |                                 |                                                 |  |  |  |  |  |  |  |                                        |
|                             |                                        |  |                                 | Luisa Braniborsko-Schwedtská                    |  |  |  |  |  |  |  |                                        |
|                             |                                        |  |                                 |                                                 |  |  |  |  |  |  |  |                                        |
|                             | Fridrich August Anhaltsko-Desavský     |  |                                 |                                                 |  |  |  |  |  |  |  |                                        |
|                             |                                        |  |                                 |                                                 |  |  |  |  |  |  |  |                                        |
|                             |                                        |  |                                 | Fridrich V. Hesensko-Homburský                  |  |  |  |  |  |  |  |                                        |
|                             |                                        |  |                                 |                                                 |  |  |  |  |  |  |  |                                        |
|                             | Amálie Hesensko-Homburská              |  |                                 |                                                 |  |  |  |  |  |  |  |                                        |
|                             |                                        |  |                                 |                                                 |  |  |  |  |  |  |  |                                        |
|                             |                                        |  |                                 | Karolína Hesensko-Darmstadtská                  |  |  |  |  |  |  |  |                                        |
|                             |                                        |  |                                 |                                                 |  |  |  |  |  |  |  |                                        |
|                             | Batilda Anhaltsko-Desavská             |  |                                 |                                                 |  |  |  |  |  |  |  |                                        |
|                             |                                        |  |                                 |                                                 |  |  |  |  |  |  |  |                                        |
|                             |                                        |  |                                 | Fridrich Hesensko-Kasselský                     |  |  |  |  |  |  |  |                                        |
|                             |                                        |  |                                 |                                                 |  |  |  |  |  |  |  |                                        |
|                             | Vilém Hesensko-Kasselský               |  |                                 |                                                 |  |  |  |  |  |  |  |                                        |
|                             |                                        |  |                                 |                                                 |  |  |  |  |  |  |  |                                        |
|                             |                                        |  |                                 | Karolina Nasavsko-Usingenská                    |  |  |  |  |  |  |  |                                        |
|                             |                                        |  |                                 |                                                 |  |  |  |  |  |  |  |                                        |
|                             | Marie Hesensko-Kasselská               |  |                                 |                                                 |  |  |  |  |  |  |  |                                        |
|                             |                                        |  |                                 |                                                 |  |  |  |  |  |  |  |                                        |
|                             |                                        |  |                                 | Frederik Dánský                                 |  |  |  |  |  |  |  |                                        |
|                             |                                        |  |                                 |                                                 |  |  |  |  |  |  |  |                                        |
|                             | Luisa Šarlota Dánská                   |  |                                 |                                                 |  |  |  |  |  |  |  |                                        |
|                             |                                        |  |                                 |                                                 |  |  |  |  |  |  |  |                                        |
|                             |                                        |  |                                 | Žofie Frederika Meklenbursko-Zvěřínská          |  |  |  |  |  |  |  |                                        |
|                             |                                        |  |                                 |                                                 |  |  |  |  |  |  |  |                                        |